# Butrus (nom)
Butrus és un nom masculí àrab cristià (àrab: بطرس, Buṭrus) que es correspon amb el català Pere, que l'àrab pren directament del llatí Petrus, o a través del grec Πέτρος. Si bé Butrus és la transcripció normativa en català del nom en àrab clàssic, també se'l pot trobar transcrit Boutros, Boutrous, Butros, Botros...
Vegeu aquí personatges i llocs que duen aquest nom.